# Куева де лос Вердес
Куева де лос Вердес (на испански: Cueva de los Verdes – „Зелената пещера“ или Пещерата на Зелените, в миналото обитавана от семейство Verdes – „Зелени“) е тунел от лава на о. Лансароте, регион Канарски острови, Испания.
Пещерата е туристическа атракция в рамките на защитената зона Monumento Natural del Malpaís de La Corona. Простира се на 6 км над морското равнище и на други 1,5 км под морето (Tunnel de la Atlantida).
Образувана е преди около 3000 години от изригване на близкия вулкан Монте Корона, протичащ през Malpaís de la Corona до моерто. Лавата се охлажда в горната си част, развива се солидна кора, преди лавата да се изтегли от горната част на пещерата. На около 20 места таванът на пещерата е сринат, образувайки пещери, познати сред местните като „хамео“ (jameo). В ранните векове жителите на Лансароте са се криели в тази пещера, предпазвайки се от пирати и поробване.
Такава пещера хамео образува входа на Cueva de los Verdes. 2 километра от пещерната система са пригодени за посещение от туристи от 1960 г., като по пещерните стени е поставено осветление с цветни светлини.
Известна е също нейната концертна зала, разположена близо до входа и изхода на пещерата. Залата има капацитет от 15-20 реда, с по 25 седалки на всеки ред, като максимално побира около 500 души.
|  | Тази страница частично или изцяло представлява превод на страницата Cueva de los Verdes в Уикипедия на английски. Оригиналният текст, както и този превод, са защитени от Лиценза „Криейтив Комънс – Признание – Споделяне на споделеното“, а за съдържание, създадено преди юни 2009 година – от Лиценза за свободна документация на ГНУ. Прегледайте историята на редакциите на оригиналната страница, както и на преводната страница, за да видите списъка на съавторите. ВАЖНО: Този шаблон се отнася единствено до авторските права върху съдържанието на статията. Добавянето му не отменя изискването да се посочват конкретни източници на твърденията, които да бъдат благонадеждни. |